# Petrus Wandrey
Petrus Wandrey (* 8. März 1939 in Dresden; † 5. November 2012 in Hamburg; eigentlich Ulrich Carl Peter Wandrey) war ein deutscher Künstler, der in Hamburg lebte und arbeitete. Seine Arbeiten hatten zunächst einen deutlich surrealistischen Bezug, wurzelten aber auch in der Pop-Art.
Wandrey war von Wissenschaft und Technologie fasziniert. Diese Themenbereiche erscheinen sehr oft in seinen von Einfachheit und Brillanz der digitalen Bildkultur geprägten Arbeiten. Mit der Übergabe seines Tafelbildes „Science And Beyond“ an die Fordham Universität, New York, rief er 1978 die Digitalismus-Bewegung ins Leben. Die vertikale und horizontale Aneinanderreihung von Pixeln, der kleinsten, vorgegebenen Fläche in Form eines Quadrats, ergeben eine computertypische Silhouette, deren Zick-Zack-Konturen eines der Markenzeichen der facetten- und nuancenreichen Darstellungsvielfalt seines Werkes sind. Markant sind auch die zahlreichen Arbeiten, bei welchen Computerschrott oder eigens produzierte Hardware als Gestaltungsmittel verwendet werden.

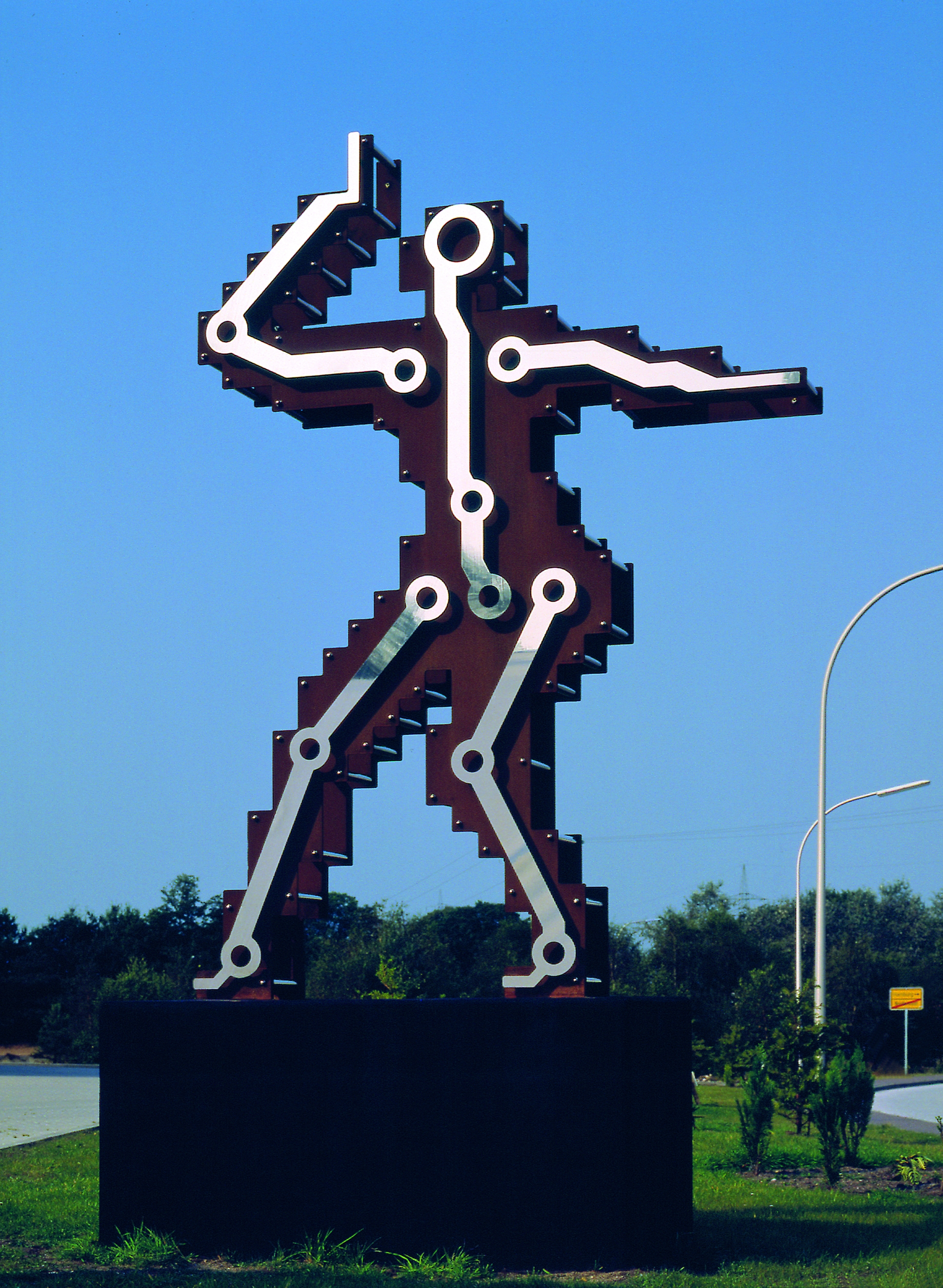
Circuit Woman (1990)

## Leben

### Frühe Jahre
Wandrey verbrachte seine frühe Kindheit auf dem Rittergut Rennersdorf seiner Großeltern bei Dresden. Er wuchs mit seinen Schwestern Bettina (1938–2006) und Erdmute (* 1942) bei seiner Mutter Elisabeth Ulrike Ingeborg Wandrey geb. Clauss (1914–1970) auf. Der Vater, Carl-Heinz Wandrey (1908–1990), diente damals als Marineoberstabsarzt auf dem Schlachtschiff „Tirpitz“. 1945, nach der Enteignung durch deutsche Kommunisten, floh die Familie nach Obersiemau, Landkreis Coburg, und schließlich 1947 nach Hamburg, wo Petrus Wandrey zunächst in das Kinderheim Pestalozzi-Stiftung Hamburg und anschließend in das Nordsee-Internat nach Sankt Peter-Ording geschickt wurde. Der Vater stand ab Kriegsende unter englischem Befehl als leitender Sanitätsoffizier beim Deutschen Minenräumdienst GMSA in Hamburg. 1948 bis 1974 war er Hauptgeschäftsführer der Kassenärztlichen Vereinigung Hamburg, entwickelte und organisierte für die Bundesrepublik Deutschland den Ärztlichen Notdienst und erhielt 1973 das Bundesverdienstkreuz am Bande. Trotz ständiger Bestrafungen illustrierte Petrus Wandrey nahezu alle Schulhefte und Löschblätter während der gesamten Schulzeit mit Zeichnungen neben den mathematischen und textlichen Unterrichtsarbeiten. Stubenarreste und drakonische Züchtigungsmaßnahmen durch seinen Vater ließen in ihm die Tugenden Aufsässigkeit und Ungehorsam derart reifen, dass er auch zu aktenkundigen Bestrafungen verurteilt wurde.
Nach drei Jahren Internatsausbildung besuchte er diverse Gymnasien in Hamburg, um nach der 11. Klasse den „kasernesken“ Schulstress zu beenden und durch Druck des Vaters einen Ausbildungsweg zum Architekturstudium anzutreten. Anschließend studierte er von 1960 bis 1963 an der Hamburger Meisterschule für Mode, Werkkunstschule für Textil, Werbung und Graphik und von 1963 bis 1968 an der Hochschule für bildende Künste Hamburg (HFBK). Fasziniert war er vom Surrealismus, von der Dada-Bewegung und der Pop-Art.
1969 wurde er vom Produzenten Peter Märthesheimer an den Westdeutschen Rundfunk Köln berufen, das Production Design für Klaus Lemkes legendären Fernsehfilm „Brandstifter“, der die Ursprünge der Rote Armee Fraktion RAF thematisiert, zu übernehmen.
Seine Schaffensphasen umfassten Malerei, Skulptur, Installation, Grafik, Objektkunst und Möbel-, Schmuck- sowie Textil-Design. Zunächst war er als Designer und Illustrator für unzählige Schallplattencover der Bereiche Klassische Musik, Jazz und Rock tätig, gestaltete dann Titelseiten zum Beispiel für die Magazine Der Spiegel und Capital, Illustrationen für die Magazine Playboy, stern, TransAtlantik und die Wochenzeitung Die Zeit, schließlich Filmplakate (Chinesisches Roulette und Despair – Eine Reise ins Licht) für Rainer Werner Fassbinder, Poster für Rockstars usw. Mit den Erlösen dieser Auftragsarbeiten finanzierte Wandrey freie, künstlerische Arbeiten.
1975 reiste er nach Portlligat zu seinem Idol Salvador Dalí, dem er sein Werk „Venus’ Wind“ (1973) als Geburtstagsgeschenk überreichte. Dalí machte Wandreys „Venus“ zum festen Bestandteil im Mae-West-Room des Teatre-Museo Dalí, mahnte ihn aber, dass der Surrealismus eine Erfindung von Dalís Generation sei und Wandrey eine neue Stilrichtung für seine Zeit suchen und finden möge.

### 1974–1983: Geburt des Digitalismus
Die ersehnte Formensprache fand Wandrey beinahe zufällig. Inspiriert wurde er u. a. durch die Darstellungs-Charakteristik der ersten Computerspiele der Unterhaltungselektronikfirma Atari wie auch durch das binäre Kosmogramm der Arecibo-Botschaft mit den wichtigsten Informationen über das Leben auf der Erde und die Position unseres Planeten im Sonnensystem, welches 1974 ausgestrahlt wurde. Wandrey nutzte Gestaltungsmöglichkeiten der Raster- und Pixelgrafik um seine Skulpturen und Bilder in meist analoger Technik zu realisieren. Die Faszination zu Pop-Art, Surrealismus, der undefinierbaren Dada-Bewegung und der Formensprache der angehenden digitalen Epoche bot für ihn den Beginn einer künstlerischen Neuerung und Auseinandersetzung mit der Sprache der Logik von Binärbildern. „Die Sehweise des anbrechenden Computer-Zeitalters [wurde] zum gestalterischen Prinzip erhoben, ein Pixel als kleinste Bildschirm-Einheit zum strukturierenden Mittel.“
1978 proklamierte Wandrey seinen „Digitalismus“ in New York mit dem Bild „Science And Beyond“ (1978), er erforschte seitdem umfangreiche Möglichkeiten „digitalistischer“ Bildgestaltung. Die digitale Formensprache lässt laut Wandrey keine nationalen oder kontinentalen Eigenheiten oder Erkennungsmöglichkeiten dominieren. Sie ist die erste Bildgestaltungsmöglichkeit, die global verständlich erscheint und bei allen Menschen aller Nationen Akzeptanz findet.
Die ästhetische Bewertung von Hardware und ihre Einbringung in künstlerische Darstellungen bewogen ihn zu zahlreichen Experimenten. Zu ihrer Verfeinerung erforschte Wandrey die Materialität der High-Tech-Werkzeuge und den ästhetischen Reiz von elektronischen Komponenten wie Leiterplatten, Laserdiscs, Leuchtdioden, Mikrochips, Kabelbündeln, Kühlkörpern und bei der Chip-Herstellung verwendeten Plotterprints. Zum Gestaltungsprinzip seiner digitalen Bildkultur gehören auch dem Elektronikschrott entnommene Bauteile, zum Beispiel bei der Installation „Personal Identity“ (1994) und den Objekten „Angel of Recycling“ 1–3 (1992–1996). Der Computer wurde buchstäblich ausgeweidet, um provozierende Skulpturen und Assemblagen zu konstruieren und scheinbar widersprüchliche Elemente zu vereinen. Wandrey forderte „eine Allianz von Kunst und Technik“ und beschrieb seinen 1978 proklamierten Digitalismus als Stilrichtung der Bildenden Kunst, die sich der digitalen Darstellungscharakteristik bedient und somit die Formensprache der digitalen Technoepoche ist. „Selten hat ein Künstler so zutreffend seinen Stil und seine Gestaltungstechnik gekennzeichnet wie der in Hamburg lebende Digitalist Petrus Wandrey.“
„Indem Wandrey gezielt gegen die Gebrauchsanweisung verstößt, werden die Elektronikteile in einen neuen, teils verblüffenden Kontext gesetzt. Durch den Eingriff des Künstlers werden sie gleichzeitig entmystifiziert und mit frischen Mysterien versehen.“
Als Bezug zu den Renaissance-Künstlern, die von Malerei, Grafik über Skulptur und Architektur bis hin zu Schmuck und Gebrauchsgegenständen gestaltend tätig waren, entwarf Wandrey ein umfangreiches Programm: das Architekturmodell „Casa digitale“ für einen Wolkenkratzer, „Computer Man“ (1979) lässt die Silhouette einer menschlichen Gestalt als Piktogramm erscheinen. In den 80er Jahren wurde eine Kollektion von Möbeln und Raumtextilien mit Dekors aus der Formenwelt des Computers realisiert. Die Installation „Polart Room“ (1980) ist bestückt mit Bild- und Möbelobjekten aus 10-fach Vergrößerungen der Bildkassettenelemente des SX-70-Kamerasystems der Polaroid Corporation.

### 1984–1993
Für die technische Umsetzung seiner Projekte arbeitete Wandrey zeitweilig mit der Hilfe von Physikern, Technologieproduzenten und Handwerksbetrieben. 1983 entstand das monumentale Relief „Extraterrestrial Dance“ (1983) aus polispectral gefärbtem Edelstahl. Durch den Kontakt zur Norderstedter Leiterplattenherstellerin Heidemarie Heger, Heger GmbH, wurde 1985 der Grundstein für diverse Projekte mit Leiterplatten als Basis gelegt, die in vielen Werken eigens dafür produziert als Gestaltungselemente eingesetzt wurden. Prof. Dieter Kind, von 1975 bis 1995 Präsident der Physikalisch Technischen Bundesanstalt in Braunschweig, verhalft Wandrey zu ausgemusterten Elementen der „H 1“ Wasserstoffmaser-Atomuhr, die er zur Skulptur „Atomic Time Guardian“ (1988) verarbeitete. Von Philips RHW bekam Wandrey 1989 Zugang zu großformatigen Plotter-Prints, Darstellungen von Mikrochips für die Prozessor-Produktion, welche er bei zahlreichen Bildkompositionen einsetzte. Auch Dual in-line package (DIP), Wafer, Kabel usw. wurden in vielen Arbeiten auf Edelstahlblechen oder Holzflächen montiert. So war diese Hardware zum Beispiel in den Arbeiten „Jugglers“-Triptychon (1989) und in „Digitalistic Lesson“ (1989) ihrer technologischen Bedeutung rigoros beraubt und in rein bildnerischen Kontext gesetzt. In „Orbiter“ 1–4 (1990) wurden NASA-Aufnahmen vom Mars eingesetzt, deren segmentierte Formatvorgabe er mit Leiterplatten und Laserdiscs ergänzte. Bei Fischer Elektronik entdeckte Wandrey 1992 den Kühlkörper, dessen Form er als bizarr und aufregend empfand. Dieses ästhetische Potential nutzte er als Assemblage- und Collage-Element bei Bild-, Skulptur- und Objektkunst-Gestaltungen wie zum Beispiel bei den Skulpturen „Interface“ 1–10 (1992).
„Auf der einen Seite stehen die Chips und Leiterplatten als reale Formen, mit denen Wandrey spielt und komponiert. Andererseits bedeuten sie für ihn Hieroglyphen einer geheimnisvollen, surreal-mystischen Welt. Seine Kunst wandert zwischen den Welten, der realen Welt der Form und der surrealen Welt der Sendung und Botschaft.“
1985 zeigte der Kurator David Galloway die Möbel „Chip-Case“ und „Chip-Table“ aus dem Konzept „Casa Digitale“ von Wandrey in der Ausstellung „Artware“ im CCH in Hamburg. Im selben Jahr entstanden Computergrafiken an der Quantel Paintbox bei VAP (Video-Audio-Print), ein Computerstudio seines Freundes Richard Kunicki. Mit Hilfe des Publizisten und Ausstellungsmachers Andreas Grosz wurde 1990 die Digitalismus-Ausstellung mit Bildern, Skulpturen und Objekten von Petrus Wandrey im Braunschweigischen Landesmuseum realisiert, zu welcher der Katalog „Digitalismus“ erschien. Grosz hatte bereits zahlreiche Projekte zu den Themen Unternehmenskultur, Neue Medien, Design und Architektur initiiert. Im Rahmen der Ausstellung fand eine Vortrags- und Diskussionsreihe zum Thema „Kultur und Technologie – Ästhetik im Wandel“, mit Beiträgen der Professoren Ulrich Seiffert, Mihai Nadin, Bernd Rebe, Bazon Brock und Walther Christoph Zimmerli statt. Seit 1991 lebte Wandrey mit seiner Lebensgefährtin, der Fachärztin für Anästhesiologie Ute Janssen (* 1952), die er 2010 heiratete. 1992 reiste Wandrey nach Antibes, begegnete dem Juristen und Unternehmer Dr. Harald Falckenberg und inspirierte ihn zum Aufbau einer Kunstsammlung. Seitdem kamen zahlreiche Werke Wandreys in die Sammlung Falckenberg.

### Seit 1994
1995 zeigte Hans Mayer in seiner kommerziell ausgerichteten Galerie in Düsseldorf eine umfangreiche Einzelausstellung der Arbeiten Wandreys. Vor allem bei jungem Publikum stieß sie auf unerwartet großes Interesse und wurde daraufhin zweimal verlängert. Der Ästhetik-Professor Bazon Brock hielt die Eröffnungsrede und verfasste für SPIEGEL-special einen Beitrag über Wandreys „digitalistische“ Experimente.
„Ihm geht es […] nicht um die Bild-Produktion mit dem Computer. Wandrey gibt nicht vor, mit Software Kunst machen zu wollen, wie das leider eine Heerschar naiver Technik-Gläubiger von sich behauptet. Wenn das Medium allein schon die Botschaft ist – heiliger McLuhan –, dann kann ja die Botschaft nicht „Kunst“ sein, sondern bloß wieder das Medium: Graphic-Computer-In-Action. […] Oder, mit Wandrey: Hardware muss zur Heartware werden.“
1999 „Retrospektive Petrus Wandrey“ im Museum der bildenden Künste in Leipzig. Die Aufgaben des Kurators übernahm David Galloway, er ist auch Herausgeber des umfangreichen Katalogs zur Ausstellung, der im Oktagon-Verlag Köln erscheint.

## Hauptwerkgruppen

### Superikonen – Aphrodite und Mona Lisa
Zu Superikonen der bildenden Kunst zählte Wandrey die Ikone der Antike, die Aphroditestatue Venus von Milo, und die Ikone der Renaissance, das weltberühmte Meisterwerk des Leonardo da Vinci, die Mona Lisa. Er verwandelte diese „Brennstäbe der Kulturgeschichte“ mit den Mitteln und Möglichkeiten seiner Gestaltungsprinzipien. Bilder, Reliefs und Skulpturen waren die Ergebnisse. Mit seinem Künstlerfreund Volker Hildebrandt beeinflusste er David Galloway, die Edition „Mona 2000“ herauszugeben. Seine ersten Metamorphosen der Venus entstanden 1973.
„In „Mona Lisa: Hommage an Leonardo da Vinci“ (1975) kombinierte Wandrey die bekanntesten Merkmale des Bildes – das Antlitz und die übereinander gelegten Hände – um eine surrealistische Neuinterpretation zu schaffen. Im Zeichen der Neuen Medien entstand später eine „Mona Digitalis“ (1988) aus Leiterplatten und Nadeldruck sowie eine „Cultware“-Serie (1991) auf Plots für die Chip-Herstellung. In der Progression von Medien und Mitteln erfüllte der Künstler das Goethische Diktum, das er so gern zitierte: „Man möge das Vergangene neu interpretieren, neu denken.“ […] Nichts in Wandreys Œuvre ist aber vergleichbar mit seinen zahlreichen Paraphrasen der Venus von Milo als Inkarnation weiblicher Schönheit und klassischer Proportionen.“

### Geld
Wandrey hatte oft finanzielle Sorgen und so ist das Thema Geld deutlich in seinem Werk präsent. Bei diversen Motiven erschienen collagierte 1-US-Dollarnoten als textliche Aussage und bildliche Darstellung, zum Beispiel „Cash-Man“ (1995) und „Cash-Woman“ (1995). Bei „Rich and Poor Company“ (1998), „Riches Have Wings“ (1998) und „Ex-Rich-Credit-Side“ (1998) sind Textelemente aus den hölzernen Bildflächen geschnitten, mit denen darauf montierte 1-US-Dollarnoten korrespondieren. Ebenfalls in Verbindung mit der Symbolik Geld sind die Mona Lisa Bildnisse „Mona Money“ (1998), „Victory-Sexy-Euro“ (1999), „Money Has No Smell“ (2006) entstanden. Ein Heilkraut mit Blüten in Form von US-Dollarnoten ist „Placebo, In God We Trust“ (2008).
In „Mona Money“ (1998) verdeutlichte Wandrey auf ironische Weise seine Fähigkeit, divergierende Positionen zu vereinen, indem er den Körper von „La Gioconda“ mit dem von Gilbert Stuart porträtierten Kopf George Washingtons verband. Es ist das Porträt, das auf der US-Dollarnote abgebildet ist, „und so als meistreproduziertes Bild der Kunstgeschichte gelten muss.“
„Bereits 1550 schrieb Giorgio Vasari über das „so liebliche Lächeln“ der Dame. Andere Beobachter haben hier etwas Kokettes, Verschmitztes, Erotisches oder sogar Bedrohliches gesehen. Ihr „Geheimnis“ wird einer Schwangerschaft, der Zahnfäule und sogar dem Transvestismus zugeschrieben. Für die zusammengepressten Lippen von George Washington gibt es dagegen einen historisch verbürgten Auslöser: Kurz bevor er für das Porträt Modell saß, wurden dem General sämtliche Zähne gezogen und so kämpfte er nun mit einem Holzgebiss. In „Mona Money“ hebt Wandrey die strengen Mundwinkel des Modells und verleiht ihm den Hauch eines „lieblichen Lächelns“. So gewinnt die Verschmelzung zweierlei Ikonen einen verschmitzten Aspekt.“

### Engel

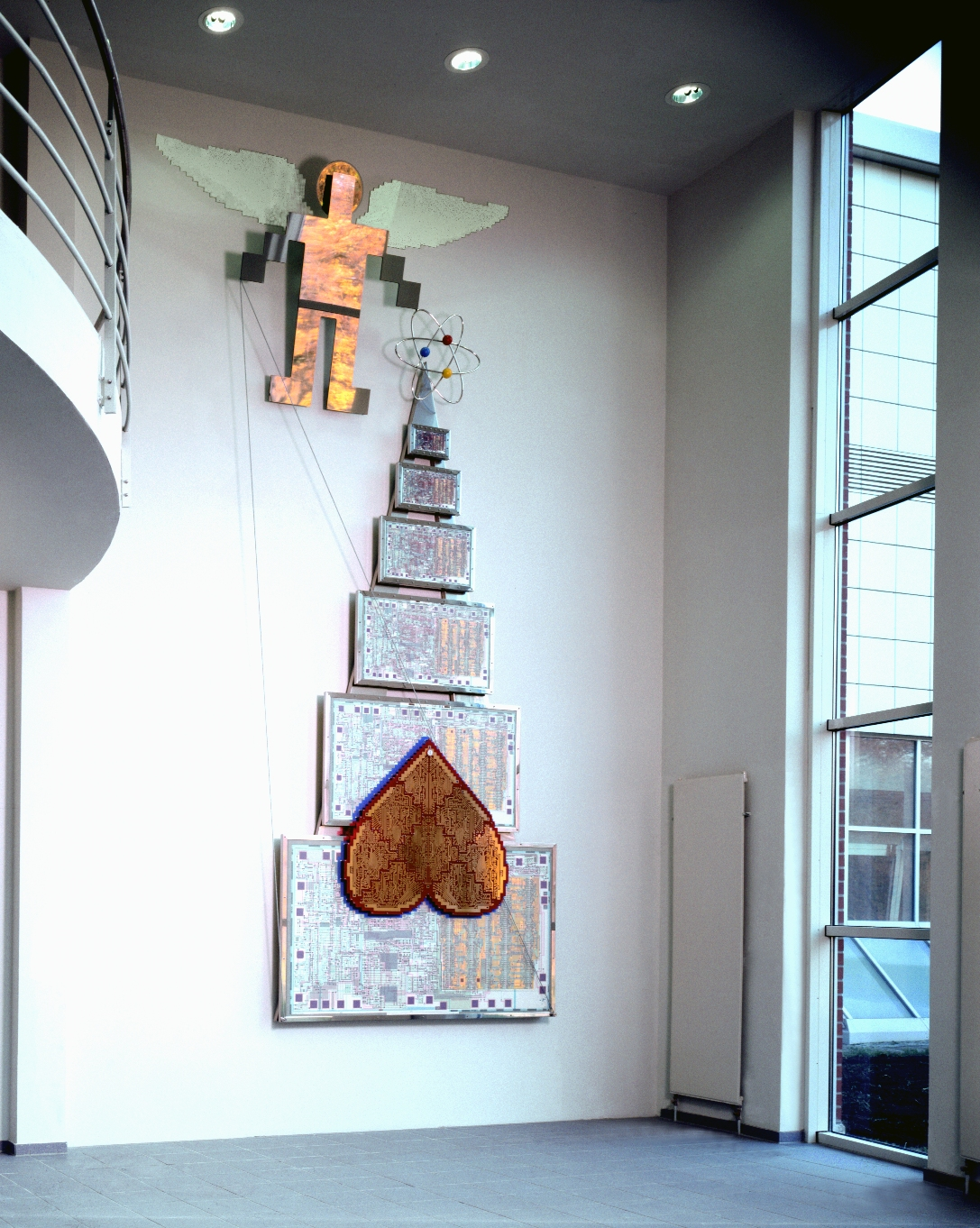
Balance of Power (1992)

Wandrey war überzeugt, dass das Phänomen Engel eine der ersten surrealistischen Erfindungen der Menschheit fast aller Frühkulturen ist und bis dato als Symbolfigur der Hoffnung auf die Vermittlerrolle zu einer Überintelligenz von diversen, ebenfalls von der Menschheit erfundenen Religionen gepflegt wurde. Die unübertreffliche Schönheit und edle Haltung geflügelter Wesen in der Malerei der Renaissance, zum Beispiel „Verkündigung an Maria“ von Leonardo da Vinci, bewunderte Wandrey ebenso wie auch die Engelsbildnisse der Antike Griechenlands und des Alten Ägypten. 1992 entstand seine erste Engel-Arbeit als mehrteilige Wandinstallation „Balance of Power“ für die Physikalisch-Technische Bundesanstalt in Braunschweig. Diese Engeldarstellung hat einen Korpus aus poliertem Edelstahl, Flügel aus Polymethylmethacrylat (Acrylglas) und der Heiligenschein wird mit einer Optical-Disc aus Silizium und ihre Spektralfarben-Reflexion erkennbar.
Unter dem Ausstellungstitel „Engel für Europa“ folgte 1993 eine Reihe von 25 „geflügelten“ Arbeiten im Braunschweiger Dom und im Jahr 2000 in Hamburgs Hauptkirche Sankt Katharinen die Ausstellung „Angel Age“. Als Schutzengel oder Beschützer der Atomzeit ist die Skulptur „Atomic-Time-Guardian“ (1988) zu benennen. Zu seiner „Engel für Europa“-Ausstellung im Braunschweiger Dom schrieb Petrus Wandrey: „Das Verlangen des Menschen nach übernatürlicher Hilfe wird in allen Epochen Teil seines Intellekts sein. In Zeiten der Unsicherheit, der weltweiten Bedrohung, hat das Irrationale Hochkonjunktur. Wenn unsere Zeit dafür sorgt, dass über Engel gedacht und geredet wird, wird der Mensch einen friedvollen Weg seiner Evolution erkennen, begreifen und vielleicht beschreiten.“

### Masken
Die charakteristische Konturierung der Computer-Bilder, die Zackenlinie, erinnert an die Formgebung der Mayas und Azteken.
In diesen Kontext passen auch die von Wandrey produzierten Masken. Angefangen von einem Plakatentwurf 1967 für LiLaLe, dem Künstlerfest der Hochschule für Bildende Künste in Hamburg, in dem das Foto eines Frauengesichts so vereinfacht und erotisierend manipuliert wurde, dass es eine rätsel- und maskenhafte Anonymität bekommt und wie ein Aphrodisiakum wirkt.
1979 folgte „Software Mask“, in der Ton- und Bildträger verarbeitet wurden, sowie Objet-trouvé-Masken aus vergoldeten Bilderrahmen. Für „Regeneration 1“ verarbeitete Wandrey 1995 eine antike ägyptische Maske, die er mit Leiterplatten, Chips und Kühlkörpern ergänzte.
David Galloway bezeichnete dies als verblüffende Eleganz und zeremonielle Aura einer unwahrscheinlichen Verschmelzung von Kulturen, Epochen und Materialien, so dass selbst Arbeiten wie „Mrs. Nerd“ und „Mr. Nerd“ (1995), die vollständig aus elektronischen Komponenten bestehen, etwas antikes, sogar aztekisches suggerieren. Utopische Schönheit strahlen die Arbeiten „Queen Cool“ und „King Cool“ (2007) aus, Skulpturen in kleiner Auflage aus Edelstahl, Kühlkörpern und eigens gestalteter Leiterplatten. Außer Skulpturen und Reliefs entstehen aus Wandreys Feder zahlreiche Grafiken und Gemälde zum Thema Maske. „Selbst sein eigenes Künstler-Logo ist zugleich Maske und Selbstporträt.“

### Tiere und Blumen
Dem „Röhrenden Hirsch“, Heimatikone in vielen deutschen Wohnräumen und Kneipen des Spießbürgertums als Wandschmuck installiert, hat Wandrey eine neue, provokative Daseinsmöglichkeit kreiert, „Oh My Deer“ (1986). Dieses Massenerzeugnis der Kitschindustrie erhält jetzt eine Existenz im digitalen Zeitalter. Das großformatige Relief zeigt die national verehrte Kultur-Ikone als „Cyber-Hirsch“ aus eigens gestalteten Leiterplatten mit einem Auge aus blinkenden Leuchtdioden in einer Umgebung von Kabelsträuchern auf kupfernem Hintergrund. Mit der gleichen Anrede, „Mein Liebling“, ist eine weitere Hirsch-Darstellung betitelt, eine Skulptur aus Leiterplatten und Edelstahl, „My Deer“ (1986). Über 200 Werbeikonen, die ausschließlich Tiere darstellen, sammelte der Künstler über mehrere Jahre aus Prospekten und Zeitungen, um sie in einer umfangreichen Bilderserie in digitalistischer Formensprache zu verarbeiten, „Propagandimals“-Serie (2007). Seinen politischen und gesellschaftskritischen Arbeiten ist das Ölgemälde „Warning Decadence“ (1990) zuzuordnen. Das Bild zeigt eine schwarze Katze mit Augen, die durch Warnschilder der Atomverstrahlung dargestellt sind. Die Katze steht auf einem flüssig werdenden Goldbarren und ist mit einer aggressiven, strahlenden Aura versehen. Die Multiples Hybrid-Flowers entstehen von 1994 bis 2000, „Hybrid-Rose“ (1994), „Hybrid-Lily“ (1995), „Hybrid-Tulip“ (1996), „Hybrid-Sunflower“ (1998) und „Hybrid-Lotus“ (2000).
„Humor zieht sich wie ein Leitmotiv durch alle Arbeiten Petrus Wandreys. Der spielerische Umgang mit Themen, Materialien, Kunstzitaten und sogar Titeln kann als Teil seines surrealistischen Fundaments betrachtet werden. Hinzu kommt ein humanistisch geprägter Sinn für die Lebenskomik und für Wortspiele. Die Heiterkeit des Künstlers erlebt man vielleicht am direktesten in einer Gruppe von Arbeiten mit Tier- und Blumenmotiven. In diesen „jeux d’esprit“ will er „Mut zum Kitsch“ beweisen, gleichzeitig aber durch liebliche, häusliche Sujets die Hemmschwelle überwinden, die der Betrachter der Neuen-Medien-Kunst häufig verspürt.“

### Cyborg – Mensch
Im Œuvre Wandreys ist zentral die Gestalt des Menschen in seiner „Schönen neuen Welt“ erkennbar. Adam und Eva „Fall Of Man“ (1991) stehen in den Vatikanischen Loggien. Sie sind aus Elektronikelementen gestaltet und dennoch erscheinen sie nackt, montiert auf großformatigen, kolorierten Kupferstichen (Giovanni Volpato (1733–1803) und Johann Ottaviani), die die prächtig gestalteten Wanddekorationen der Loggien des Vatikans zeigen. Zahlreiche Werke lassen die menschliche Gestalt als Cyborg deuten oder als Mischwesen einer virtuellen und natürlichen Welt wie auch Süchtige und total Abhängige eines technologischen Luxus, so in dem monumentalen, vierteiligen Werk „Chronokrat“ 1–4 (1988). Die Ikone des Entsetzens und Horrors, der Verzweiflung und Angst gegenüber einem apokalyptischen Weltgeschehen, der Zwietracht und dem Krieg, das weltberühmte Bild „Der Schrei“ (1910) von Edvard Munch hat Wandrey zu diversen Interpretationen für die digitale Gesellschaft gestaltet, „Echo“ (1989). Der Mensch taucht in Wandreys Arbeiten auch als erotisches Wesen auf, zum Beispiel im Triptychon „New Age“ (1978–1979) bei welchem der Fauststoff inhaltliches Fundament ist. Raffiniert appetitanregend, der weibliche Torso „Heavy-Petting“ (1993). Zur Darstellung des Menschen sind auch die vielen Porträts von Prominenten, Freunden und Freundinnen des Künstlers zu rechnen.
Das Bildnis eines verkabelten Menschen kommt in der an eine heldenhafte Ritterrüstung erinnernden mehr als zwei Meter hohen Skulptur „Astronaut“ (1991) aus Circuit-Boards, Optical-Disc und Edelstahl zustande, während es in „Personal Identity“ (1994) und „Narcissus“ (1994) aber der Mensch in seiner alltäglichen Umgebung – vor einem Spiegel stehend, vor einem Tisch sitzend – der verkabelt und vernetzt ist bis hin zu den durch Kabelgewühl ersetzten Haare der beiden Figuren. In ersterer ist es das klassische Motiv Selbstspiegelung, der Suche nach dem eigenen Ich: der Cyborg sitzt vor einem Bildschirm, wo sich bunte Masken in allen Varianten „seines“ eigenen Gesichts ständig ablösen.
„Hier erfüllt er nun Vilém Flussers Bild der neuen Stadt als einer „Maskenverleihanstalt“ (…) Diese Vision, mit seiner Mischung aus Hoffnung und Horror, hat Wandrey in einer monumentalen ineinander verkabelten Bildersequenz mit dem Titel „Virtual Contact“(1994), in der je zehn lebensgroße männliche und weibliche Torsi durch Schnittstellen an Gehirn, Gesäß, Genitalien oder Herz x-beliebig miteinander vernetzt werden können. […] Diese Arbeit allein wäre ein ausreichender Beweis dafür, dass selbst 20 Jahre nach seinem „Digitalismus“-Manifest, der Künstler immer noch nach Wegen suchte, um technischen Fortschritt ästhetisch und philosophisch zu verarbeiten.“

### Tänzer
Wandreys „Tänzer“ spiegeln seine Liebe zur Musik und haben daher starke autobiographische Züge. Bereits mit 15 Jahren war er Stammkunde im Hamburger Jazz-Club „Barrett“ als Fan des Jazz-Vibraphonisten Wolfgang Schlüter vom Michael-Naura-Quintett. 1958 experimentierte Wandrey als Vibraphonist mit einer eigens gegründeten Modern-Jazz-Combo. In den 1960er Jahren verbrachte Wandrey zahllose Nächte in Beatclubs wie „Top Ten Club“ und „Star-Club“; in den 1970er Jahren war er vom Punkrock fasziniert, der ihn zu entsprechenden Bildern und Objekten inspirierte.
Durch eine Freundin lernte er die Schönheit des klassischen und modernen Balletts kennen. Er bewunderte die strenge Technik, die leichte, fast mühelose Bewegungsabläufe hervorbrachte, die durch das scheinbare „Einfrieren“ mancher Positionen abrupt unterbrochen wurden. Diese an Tänzer unter dem Stroboskop erinnernden Werke, „Dancer“ 1–4 (1986), wurden durch seine Mitarbeit bei Light-Shows in diversen Beat-Clubs inspiriert. Aus eigens produzierten Leiterplatten, auf figürlichen Edelstahl-Silhouetten montiert, entstanden 1986 „Circuit-Dancer“ 1–4 und später neben vielen Porzellan-Objekten für die Staatliche Porzellan-Manufaktur Meissen GmbH die Kleinskulpturen „Techno-Dancer“ 1–2 (2002).
Diese Werkgruppe konzentriert sich zum größten Teil auf die grazilen Stellungen des klassischen Balletts, mit der Ausnahme eines Acrylbildes mit Leiterplatten – „Digital Kid“ (1986) – und einer Sequenz von zwölf Arbeiten auf Büttenpapier – „Brave New Dancer“ (1987) – die Bezug auf die Welt der Disco nehmen. Die „Dream-Dancer“-Serie (1985) zählt zu den frühesten dieser Arbeiten. Hier werden farbige Drucke aus einem alten Katalog für Vorhänge und Posamente als Hintergrund für die der Pixel-Auflösung eines Bildschirmes entliehenen zickzack-konturierten Tänzer verwendet, die „sich nicht von dem etwas verstaubten Dekor stören [lassen]. Vielmehr schafft der Künstler hier eine für ihn typische Harmonisierung von scheinbar dissonanten Bildsprachen. Später verselbständigen sich die Ballett-Stars, treten auf in Gemälden und Skulpturen sowie in Reliefs, die mit ‚tanzenden‘ Leuchtdioden spielerisch ergänzt sind.“
Seit 2003 steht auf dem „Radweg zur Kunst“, Teilstück ›Kunst beWEGt‹ auf Initiative des Kunstvereins Bad Salzdetfurth Wandreys Skulptur »EURO-DANCER«, 2003, Cut-Out-Corten-Stahl, Cut-Out-Edelstahl, auf Beton-Postament mit den Maßen 340 × 100 × 120 cm.

### Bildersturm
Bereits 1973 entstanden zwei Tische, jeweils mit Beilen, „Hatchet-Table“ (1977) und „Saw-Table“ (1977), mit Sägen, als Tischbeine versehen. Ein berühmtes Punk-Symbol wird in „Blade-Table“ (1980) dargestellt, bei dem zwei stark vergrößerte Rasierklingen aus poliertem Edelstahl als Fuß und Tischplatte fungieren. Mitte der 90er Jahre eröffnet sich für Wandrey ein neues Sujet. Es entstehen Motive, die das Thema einfachster Darstellungsmöglichkeit behandelt, eine Auseinandersetzung über das Bild an sich. Es ist das Bild ohne jeglichen Inhalt mit zeichenhaften Hinweisen zur Zerstörung durch Scheren, Sägen, Messer, Äxte und Beile, die auf die Beschädigung, sogar die Vernichtung des tradierten Bildes hin deuten und von Wandrey in Aluminium-Reliefs, Plots, Gemälden und Holzarbeiten umgesetzt werden. Die Arbeit an der „Zerstörung“ wird durch zersägte Bilderrahmen des Klassizismus in digitalistisch gestalteter Bildkonstruktion bei mehreren Reliefgruppen wie „Misfit“ 1–5 (2003) oder „Flash-Back“ 1–2 (2006) weitergeführt. In der Bilderserie „Cut On Dotted Line“ (1996) ergänzen Striche und Scheren das neue visuelle Repertoire, Durchstreichungen annullieren Bilder symbolisch und zeigen somit überraschend neue Variationen der Bildaussagen. Handabdrücke „beschmutzen“ die Oberfläche von Leinwand oder Papier, erinnern aber gleichzeitig an die stolzen Handabdrücke, wie sie in den Höhlenmalereien prähistorischer Künstler zu finden sind.
Zu seinen weiteren Darstellungsformen eines buchstäblich außer Kraft gesetzten Informationsflusses zählen auch „Black Right Hand Out“(1996), bei der das Aluminium-Relief als gigantische Hand direkt auf einen vergoldeten Zierrahmen aus dem 19. Jahrhundert montiert ist, „Black Sign Off“(1996), wo ein erlesener Rahmen aus dem 18. Jahrhundert ausgekreuzt und damit quasi entwertet wird, „Blue Icon“ 1–2 (1995) in der die nackte Leinwand durch ein Aluminium-Kreuz unbrauchbar gemacht wird und schließlich „Black Hook“(1995), in dem die Bildfläche schlicht abgehakt ist.
„Wandreys Bildersturm machte ihn auch auf die Zeichensymbolik von Anzeigen aufmerksam, wo etwa eine stilisierte Schere Lesern klarmacht, dass sie einen Coupon entlang einer gestrichelten Linie ausschneiden sollen. Der Künstler sammelte diese und ähnliche visuelle Signale, die auch als Aufforderung zur „Zerstörung“ eines Blattes betrachtet werden können. Derartige Überlegungen und Experimente führten schließlich zu dem „Fire!“(1998)-Ensemble, das aus verkohlten Resten eines Info-Stands der „Documenta 9“ und einem Konsoltisch und Stuhl aus einem abgebrannten Hamburger Trödelladen entstand. Ergänzt durch digitalisierte Flammen, verdeutlicht diese dramatische dreiteilige Arbeit die fragile Linie, die Kreativität und Zerstörung trennen mag.“

### Politik
Die Auseinandersetzung mit politischer Realität veranlasste Wandrey zu höchst unterschiedlichen Arbeiten. Schon früh geprägte Verachtung gegenüber dem Nationalsozialismus erfuhr er durch die Großmutter mütterlicherseits, welche durch ihre auch öffentlich bekannte Antipathie gegenüber der NSDAP schweres Leid zu erdulden hatte. Die Vertreibung durch die deutschen Kommunisten (KPD) im Jahr 1945 trieb die Familie in totales Unglück und festigte die Hoffnung auf demokratische Staats- und Lebensweise. Die Grausamkeit des Holocaust konfrontierte den Künstler durch Filme, die im Unterricht seiner Schulausbildung diskutiert wurden. Der extreme Horror dieser Erfahrung veranlasste ihn später das Thema in unübertrefflicher Deutlichkeit mit dem Bild „Holocaust“ (1976) zu gestalten, es zeigt einen goldenen Gekreuzigten, an ein blutrotes Hakenkreuz geschlagen.
Das Bild „Warning War“ (1995) zeigt einen mit militärischem Camouflage-Gewebe bekleideten Torso, aus dessen Hals-, Arm- und Beinstümpfen mit dramatischer Energie Blutfontänen spritzen. Das Motiv eines Leidensmannes ist in einer großformatigen Arbeit nach dem weltbekannten Foto einer Folterszene vom 4. November 2003 in dem Bild „Ecce Homo“ (2004–2006) in höchst anklagender Weise gestaltet. Hier steht der vom US-Militär während des Irak-Krieges in Abu Ghuraib gefolterte „Kapuzenmann“ vor einem christlichen Kreuz, das in den Farben, Streifen und Sternen der US-Flagge erscheint.
Für Wandrey von größter Bedeutung ist das ganzfigürliche „Heldenporträt“ (2004), als Siebdruck auf Leinwand produziert, das den Hitler-Attentäter Claus Schenk Graf von Stauffenberg in Militäruniform mit Engelsflügeln zeigt. Themen des Krieges, der Habgier usw. sind zahlreich im Œuvre Wandreys zu finden. Seine Haltung wird deutlich in der Forderung, dass auch die „Künstlerschaft“ verpflichtet sei, den intellektuellen Kampf gegen politische Missstände und religiöse Fanatismen zu führen.
Das Thema der sich beschleunigend einschleichenden Verschwendungssucht unserer Wegwerfgesellschaft ist in der Skulptur „Recycler“ (2009) manifestiert. Das Thema Habgier zeigt der großformatige Siebdruck auf Leinwand „Greed Kills“ (2008), vor einem überdimensionalen „Goldenen Kalb“ ist eine Figur platziert, bestehend aus zwei Maschinengewehren und einem Schädel, dessen Stirn mit dem Logo der übermächtigen, skrupellos agierenden „Privatarmee“ der USA, des „Sicherheitsunternehmens“ „Blackwater Worldwide“, markiert ist. Seine Begeisterung und Skepsis gegenüber der charismatisch proklamierten Vision des US-Präsidenten Barack Obama ist am Diptychon „Evergreen-Evergrey – ¥ € $  We Can – ¥ € $  We Pay“ (2009) erkennbar. Hier sind Wandreys Ansichten zu Lösungsspekulationen und Horrornachrichten über weltweite Finanzabstürze, gigantische Wertverluste und die historische Finanzkrise ab 2007 auf den Punkt gebracht beziehungsweise in die Pixel verbannt.

## Ausstellungen

### Einzelausstellungen
- Berlin, Zitadelle Spandau, Bastion Kronprinz, DIGITALISM ART – die geniale Welt des Petrus Wandrey, 2014[22]
- Verden/Aller, DIGITALISMUS-PETRUS WANDREY, Galerie Sabatier, 2006
- Bodenburg, DIGITAL-GENIAL-DIGITALISMUS, DIGI-ART-SHOW, Kunstgebäude Schlosshof Bodenburg, Kunstverein Bad Salzdetfurth e. V., 2004
- Köln, PETRUS WANDREY – Meissener Porzellan für die digitale Epoche, Galerie im Meissen-Haus, 2002
- Hamburg, ANGEL AGE, Hauptkirche St. Katharinen, 2000
- Regensburg, COOL-COOL, Galerie Lindinger + Schmid, 1999
- Bremen, DIGITALISMUS, Universität Bremen – LFM, 1999
- Leipzig, PETRUS WANDREY – RETROSPEKTIVE, Museum der bildenden Künste, 1999
- Hamburg, Petrus Wandrey. Bilder – Skulpturen – Objekte, Dresdner Bank AG, 1998
- Düsseldorf, DIGITALISMUS – PETRUS WANDREY, Galerie Hans Mayer, 1995
- Braunschweig, ENGEL FÜR EUROPA, Dom zu Braunschweig, 1994
- Hamburg, DIGITALISMUS, Deutsche Aerospace – Airbus – GmbH, 1992
- Hannover, DIGITALISMUS, Niedersachsen-Pavillon, Industriemesse Hannover, 1991
- Braunschweig, DIGITALISMUS – PETRUS WANDREY, Braunschweigisches Landesmuseum, 1990
- Frankfurt a. M., DIGITALISMUS, Dresdner Bank AG – Elektronic Banking Centre, 1989
- Hamburg, DIGITALISMUS, Electrum – Das Museum der Elektrizität, 1986
- Berlin, BILDER UND OBJEKTE, Internationale Funkausstellung, 1983
- New York, Proklamation des DIGITALISMUS mit dem Bild SCIENCE AND BEYOND, Institute of Scientific Humanism at Fordham University, 1978

### Gruppenausstellungen (Auswahl)
- Bodenburg, „...EINEN AUGENBLICK, BITTE!“ – PLEASE CAST AN EYE, Kunstverein Bad Salzdetfurth e. V., 2008
- Chicago, LIFE AS A LEGEND: MARILYN MONROE, Chicago Cultural Center, 2008
- Bodenburg, TRZEBA MIEC NOSA – HAVE A GOOD NOSE, Kunst-verein Bad Salzdetfurth e. V., 2008
- Quarnstedt / Gartow, POLITICS, Westwendischer Kunstverein e. V., 2008
- Wien, München, Kiel, „True Romance – Allegorien der Liebe von der Renaissance bis heute“, Wien, Kunsthalle Wien, 5. Oktober 2007 bis 3. Februar 2008, München, Museum Villa Stuck, 21. Februar bis 18. Mai 2008, Kiel, Kunsthalle zu Kiel der Christian-Albrechts-Universität. 31. Mai bis 9. September 2008
- Lüdenscheid, „GUT+BÖSE / Politik, Kunst, Gesellschaft“, Städtische Galerie Lüdenscheid, 25. November 2006 bis 18. Februar 2007
- Bodenburg, LEND ME YOUR EAR, Kunstverein Bad Salzdetfurth e. V., 2006
- Bodenburg, LA MAIN DANS LA MAIN, Kunstverein Bad Salzdetfurth e. V., 2005
- Halle, DER AUGENBLICK IST EWIGKEIT, Kunsthalle e. V., 2003
- Leipzig, AUF DEN PUNKT GEBRACHT – Porzellane für Meissen, Grassi-Museum, 2000
- Gladbeck, COMPUTERKUNST ’98, Innovationszentrum Wiesenbusch-Gladbeck, 1998
- Leverkusen, GLOBAL FUN, Museum Morsbroich, 1998
- Bodenburg, VOM SCARABÄUS ZUM NEW BEETLE, Kunstverein Bad Salzdetfurth e. V., 1999
- Hannover, AUGENLUST, Kunsthaus Hannover, 1998
- Bodenburg, EUROPA BESTEIGE DEN STIER, Kunstverein Bad Salzdetfurth e. V., 1998
- Berlin, Artforum-Berlin ’97, Lutz Teutloff Galerie, 1997
- Bonn, ARTIST FOR NATURE, Bundeskunsthalle, 1996
- Regensburg, EIN HAUS VOLLER HÄUSER, Galerie Lindinger+Schmid, 1996
- Chicago, ART-Chicago, Galerie Hans Mayer GmbH, 1996
- Basel, ART-Basel ’96, Galerie Hans Mayer GmbH, 1996
- Hagen, TORSO, Galerie M. Schlieper, 1996
- Frankfurt a. M., ART-Frankfurt, Lutz Teutloff Galerie, 1996
- Paris, FIAC ’94, Galerie Hans Mayer GmbH, 1994 und 1995
- Frankfurt a. M., ART-Frankfurt, Galerie Hans Mayer GmbH, 1994 und 1995
- Gent, Belgien, LINEA ’83, Design-Messe, 1983